# Thamnotettix eocenica
Thamnotettix eocenica är en insektsart som beskrevs av Cockerell 1920. Thamnotettix eocenica ingår i släktet Thamnotettix och familjen dvärgstritar. Inga underarter finns listade i Catalogue of Life.